# Stipulicida setacea
Stipulicida setacea är en nejlikväxtart som beskrevs av André Michaux. Stipulicida setacea ingår i släktet Stipulicida och familjen nejlikväxter. Utöver nominatformen finns också underarten S. s. lacerata.